# Ascofaré Ouleymatou Tamboura
Pour les articles homonymes, voir Tamboura.
Ascofaré Ouleymatou Tamboura, née le 27 août 1955 à Bamako, est une femme politique malienne. Elle a notamment été ministre de la Communication de 1997 à 2001 et députée à l'Assemblée nationale du Mali de 2002 à 2013.

## Biographie

### Jeunesse et formation
Ouleymatou Tamboura étudie au Lycée Notre-Dame du Niger de Bamako, obtenant un baccalauréat en série Lettres Modernes en 1973. Elle poursuit ses études en France, en droit à l'université Toulouse-I-Capitole avant de se réorienter vers une maîtrise en psychopédagogie obtenue en 1982 à l'École normale supérieure de Bamako.

### Carrière professionnelle
Elle commence sa carrière dans l’administration scolaire, puis le négoce et les transports.

### Carrière politique
Secrétaire générale du Convention Parti du Peuple (COPP) de 1997 à 2002, elle occupe le poste de ministre de la Communication du 16 septembre 1997 au 22 juin 2001.
Elle adhère ensuite au Mouvement Citoyen, où elle est secrétaire générale puis vice-présidente. Candidate aux élections législatives à Ténenkou, elle est élue députée à l'Assemblée nationale du Mali pour deux mandats successifs de 2002 à 2013.
Elle est membre fondatrice du Parti pour le Développement Economique et la Solidarité (PDES) en 2010, avant de quitter celui-ci en 2017 pour fonder et prendre la vice-présidence d'un autre parti, le Mouvement citoyen pour l'Alternance, le travail et la transparence (MC-ATT).